# Studentnationer i Helsingfors
I Helsingfors finns 16 studentnationer. 15 av dessa nationer har sina rötter i de nationer som bildades efter att den Kungliga akademien i Åbo grundades 1640. Nationerna är uppdelade både på geografisk och på språklig grund. 
De nuvarande nationerna vid Helsingfors universitet presenterade i akademisk ordning:
- Nylands nation NN, grundad 1643, svenskspråkig.
- Eteläsuomalainen osakunta ESO, grundad 1905, finskspråkig.
- Savolainen osakunta SavO, grundad 1905, finskspråkig.
- Karjalainen Osakunta KO, grundad 1905, finskspråkig.
- Hämäläis-Osakunta HO, grundad 1653, finskspråkig.
- Keskisuomalainen Osakunta KSO, grundad 1931, finskspråkig.
- Kymenlaakson Osakunta KyO, grundad 1933, finskspråkig.
- Åbo Nation ÅN,  grundad 1904, svenskspråkig.
- Varsinaissuomalainen osakunta VSO, grundad 1904, finskspråkig.
- Satakuntalainen Osakunta SatO, grundad 1653, finskspråkig.
- Wiipurilainen Osakunta WiO, grundad 1653, finskspråkig.
- Östra Finlands nation ÖFN, grundad 1924, svenskspråkig.
- Etelä-Pohjalainen Osakunta EPO, grundad 1908, finskspråkig.
- Vasa nation VN, grundad 1908, svenskspråkig.
- Pohjois-Pohjalainen Osakunta PPO, grundad 1907, finskspråkig.

Den nuvarande nationen vid Aalto-universitetet:
- Teknologföreningen TF, grundad 1872, svenskspråkig.

TF har ingen geografisk rekryteringsbas utan enbart en språklig.

## Historiska nationer

### Nationer vid den Kungliga akademien i Åbo
År 1643 bildas följande nationer:
- Åbo nation
- Västergötland och Värmlands nation
- Västmanlands och Dala nation
- Uplands nation
- Östergötland och Helsinge nation
- Smålands nation
- Söderfinska nationen
- Nordfinska nationen
- Nerikes nation
- Ålands nation
- Nylands nation
- Österbottniska nationen
- Södermanlands nation

År 1653 tillkommer följande nationer:
- Viborgska nationen
- Savolax nation
- Tavastehus nation
- Satakunda nation

Runt år 1800 är följande nationer aktiva:
- Åbo nation
- Australiska nationen, vilken år 1813 går upp i Åbo nation.
- Borealiska nationen
- Nylands nation
- Satakunda nation
- Tavastehus nation
- Österbottniska nationen
- Viborgska nationen
- Sveagotiska nationen

1809 blir Finland en del av Ryssland. Universitetet byter namn till Kejserliga akademien i Åbo.
1828 flyttar universitetet från Åbo till Helsingfors och får namnet Kejserliga Alexandersuniversitetet i Finland.

### Nationer vid Kejserliga Alexander-universitetet i Helsingfors
Från och med 1829 benämns nationerna  avdelningar, (på finska osakunta). Orsaken till namnbytet var att ordet nation kunde föra tankarna till nationell självstyrelse, vilket var en politiskt känslig fråga när de gällde det ryska storfurstendömet Finland.
- Savo-Karelska avdelningen tillkommer 1833 vid en delning av den Viborgska avdelningen. Den Österbottniska avdelningen tvingas av universitetet att bli delad i två avdelningar:
- Sydösterbottniska avdelningen 1837-1844
- Nordösterbottniska avdelningen 1837-1844
- Västfinska avdelningen uppkommer 1846 genom samgående av Satakunda-, Åbo- och Borealiska avdelningarna.

Under perioden 1852–68 är nationerna förbjudna. 
Den västfinska avdelningen delas 1904 i en finsk Satakunda avdelning (på finska; Satakuntalainen osakunta) och en tvåspråkig Åbo avdelning.Den senare delas igen 1906 i den finskspråkiga Varsinaissuomalainen osakunta (Egentliga Finlands avdelning) och den svenskspråkiga Åbo avdelning.
De finskspråkiga i Nyländska avdelningen bryter sig ur och bildar 1905 Eteläsuomalainen osakunta (den Sydfinska avdelningen). Den Savo-Karelska avdelningen splittras samma år i Savolainen osakunta och Karjalainen osakunta.
Den Österbottniska avdelningen delas 1907 först i Pohjois-Pohjalainen Osakunta och den tvåspråkiga Sydösterbottniska avdelningen. Den senare delas 1908 i Etelä-Pohjalainen Osakunta och Vasa avdelning.
1917 blir Finland självständigt och universitet byter namn.

### Nationer vid Helsingfors universitet
Under 1920-talet ändrar de svenskspråkiga avdelningarna benämningen avdelning till nation.
1924 bryts Östra Finlands nation ut ur Viborgska avdelningen eller Wiipurilanen Osakunta som det bytt namn till.
Keskisuomalainen Osakunta bryter sig ut ur Hämäläis-Osakunta 1931.
Två år senare avskiljs Kymenlaakson Osakunta från Wiipurilainen Osakunta.